# Дрізд співочий
Дрізд співочий (Turdus philomelos) — птах з родини Дроздових. В Україні звичайний гніздовий, перелітний вид.

## Опис

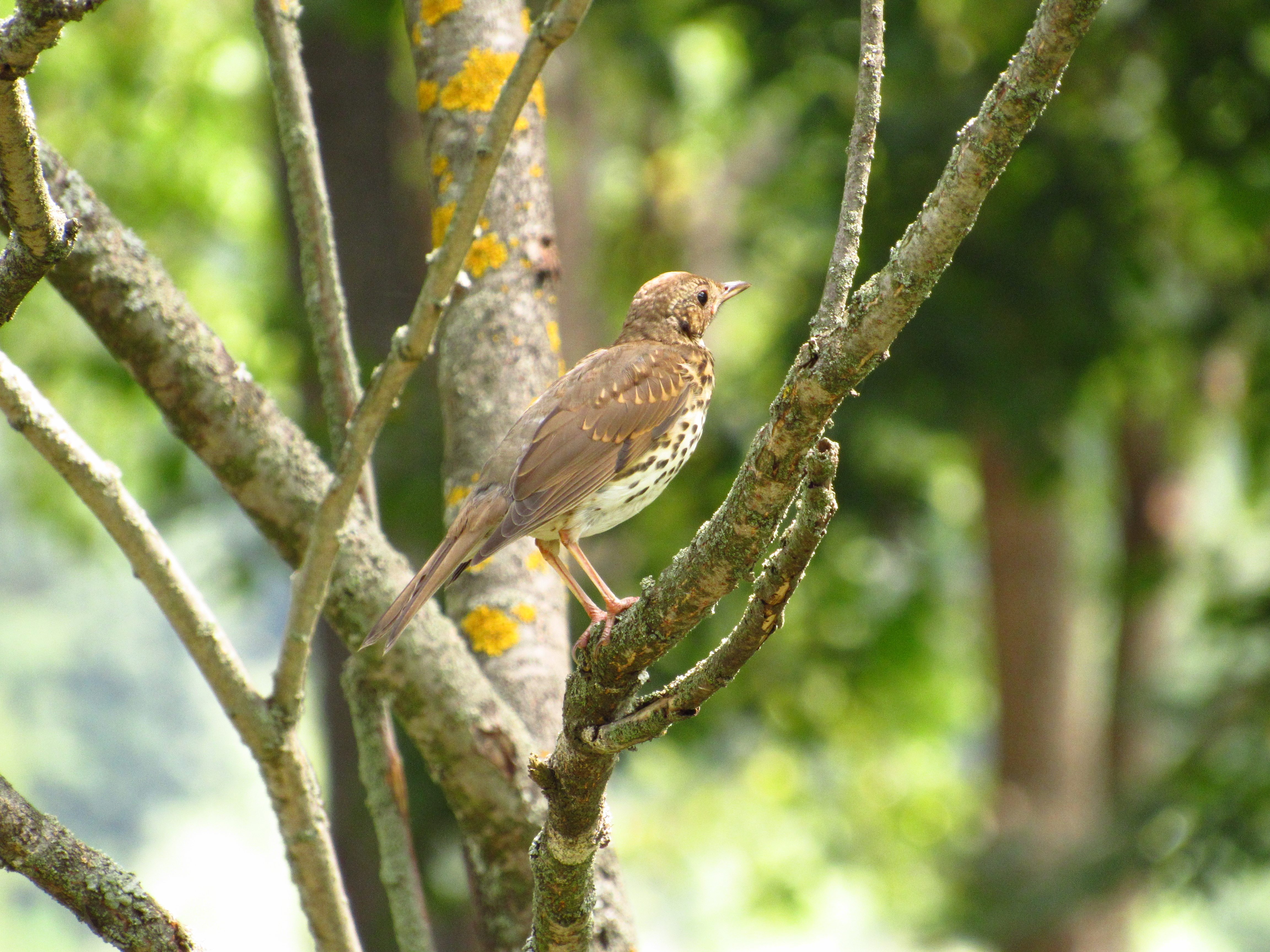
Співочий дрізд у дендропарку Веселі Боковеньки (серпень 2020)

У співочого дрозда довжина тулуба становить 215–250 мм, крила — 120 мм, його вага — 70 г. Колір спинної сторони — бурий, надхвістя сірувате, на крилах білувато-вохристі плями зверху. Черево білувате з жовто-охристим нальотом на грудях та з боків. По всій нижній стороні тулуба розкидані округлі або видовжені чорнувато-бурі плями. Молоді птахи відрізняються від дорослих тьмянішим, але строкатішим кольором пір'я.

## Розповсюдження
Дрізд співочий мешкає у лісовий частині Європи, Кавказу, Малої Азії, у Сибіру до озера Байкал. Зимує у Західній та Південній Європі, Північній Африці, східних районах Малої Азії, на заході Передньої Азії.

## Спосіб життя
На місцях гніздування з'являються у середині квітня і незабаром починають займати відповідні місця для облаштування гнізда. Гніздо влаштовують на деревах та чагарниках завжди неподалік від галявин. Гніздо дрозда співочого розташовується на висоті від 1 до 10 метрів від землі, іноді й 2,5 м. Його гніздо — це громіздка споруда нагадує чашу. Виготовляється із сухого листя, рослин, тонких гілочок, коріння. Зсередини поверхня обмазується глиною із домішкою деревної трухи. будується 3 дні, 1-2 дні відбувається обробка глиною, й день сохне. Після цього самка дрозда починає відкладати яйця.

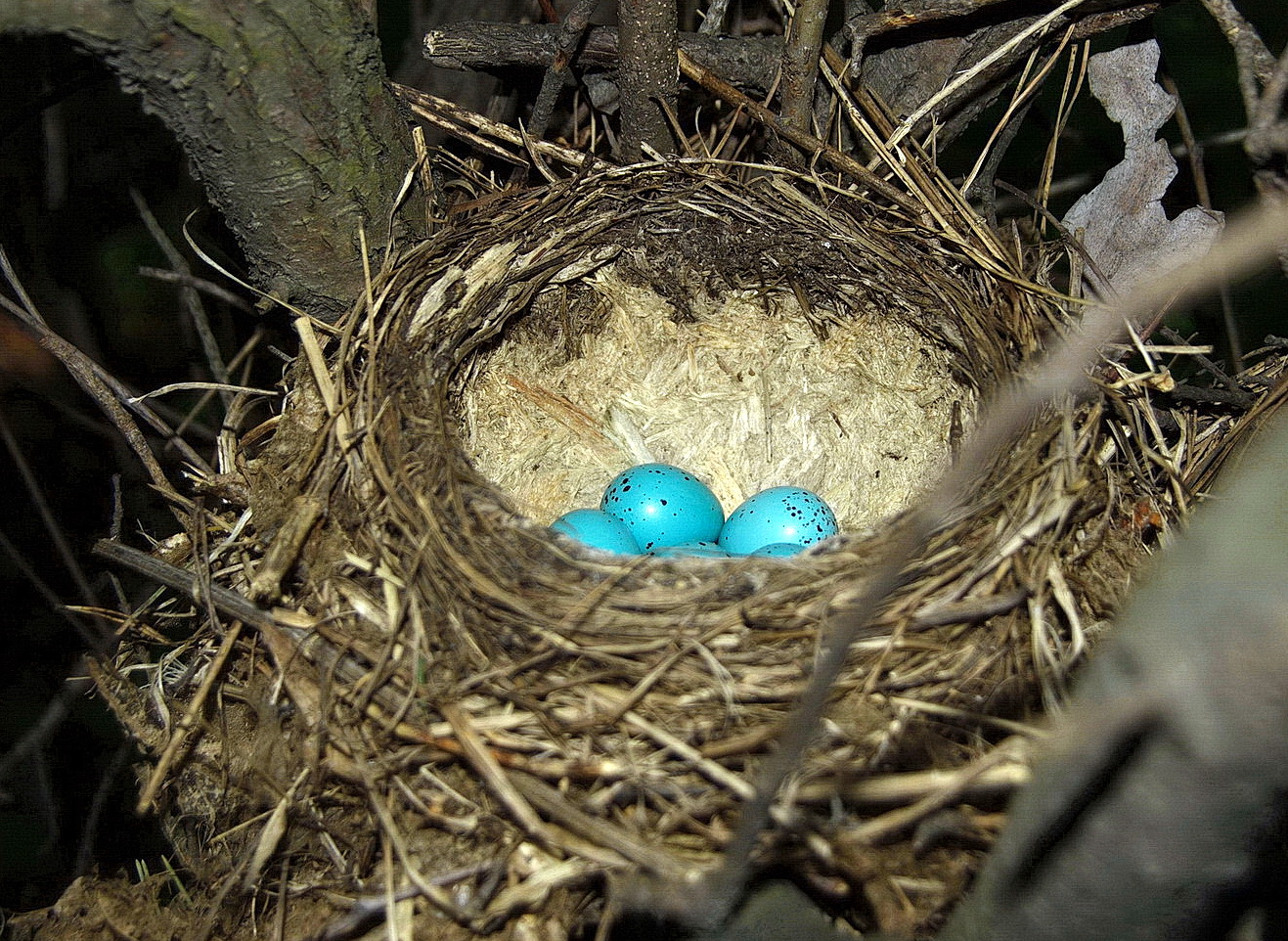
Яйця співочого дрозда

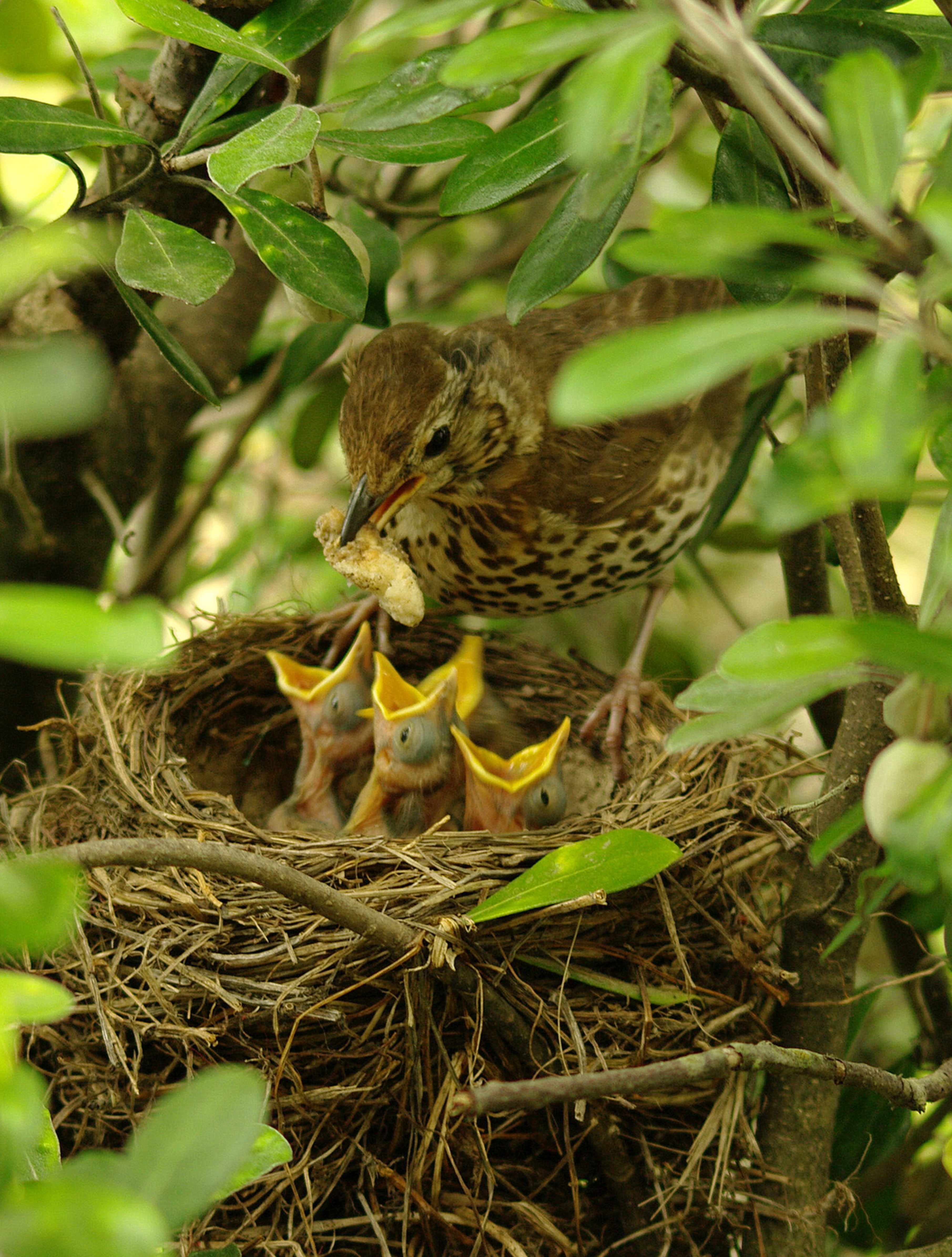
Хтось із батьків годує пташенят дрозда співочого

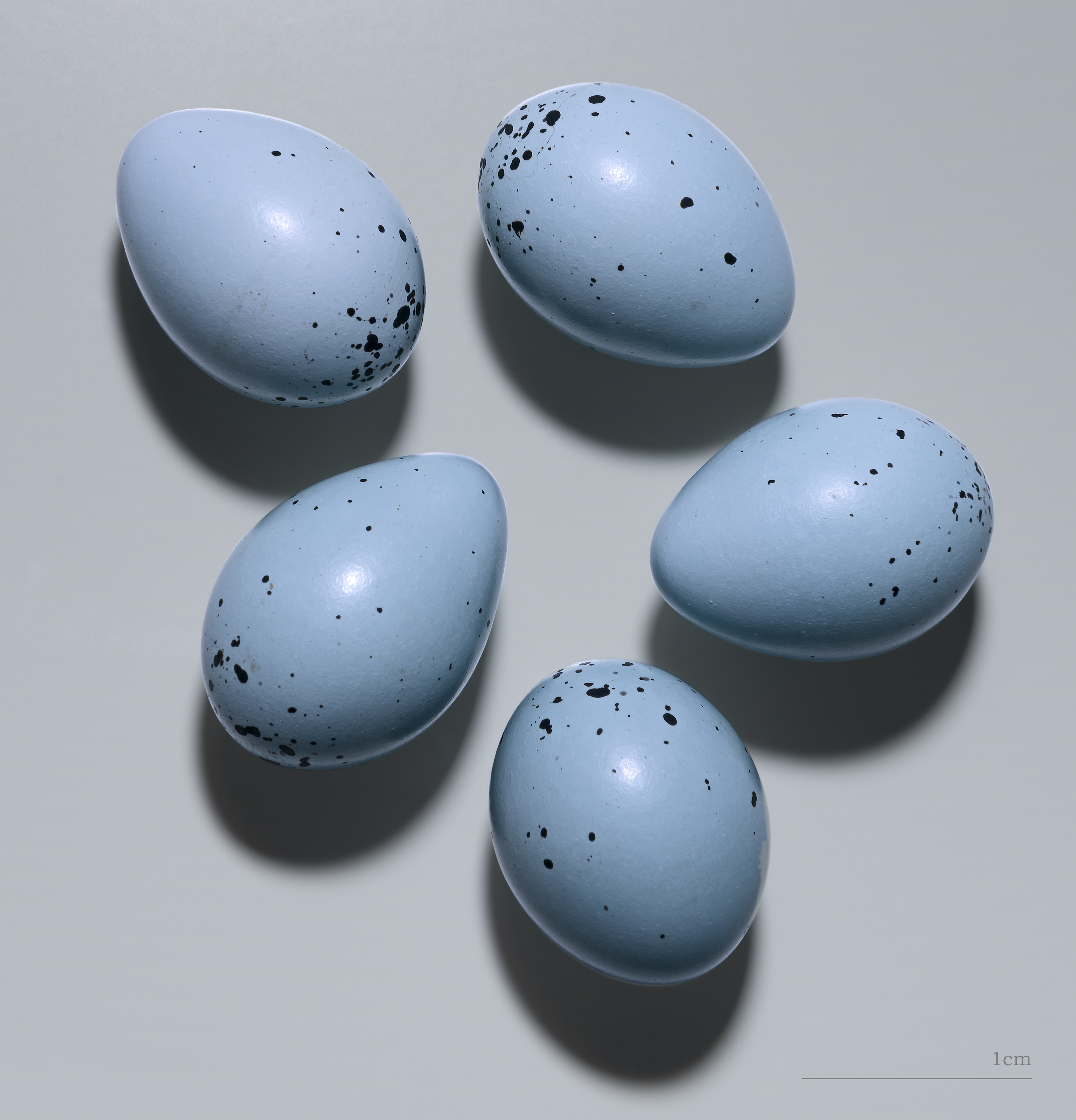
Turdus philomelos

У дроздів співочих буває 2 кладки на рік. Перша кладка відбувається наприкінці квітня — на початку травня. Тут відкладається 5-6 яєць. Другу кладку самка дрозда співочого відкладає у червні — 4-5 яєць. Колір у яєць дрозда співочого блакитний з дрібними чорно-бурими крапочками.
Яйця висиджуються 12-13 днів. Займаються годування пташенят обидва батьки. Це відбувається 150—200 разів на день. На 13-15 день пташенята починають залишати гніздо, а в серпні-вересні вони вже можуть літати.
Живиться дрізд співочий склювуючи здобич з землі. Їжею у нього виступають дощові черви, багатоніжки, дрібні павуки, личинки, гусінь, мухи, рідше молюски та ягоди.

## Спів
Спів у цього птаха гучний, тривалий. Складається з різних низьких свистових звуків. Спів його дуже цікавий та незвичний.